# Anoplosiagum rufipenne
Anoplosiagum rufipenne är en skalbaggsart som beskrevs av Fabricius 1801. Anoplosiagum rufipenne ingår i släktet Anoplosiagum och familjen Melolonthidae. Inga underarter finns listade i Catalogue of Life.